# Plagiothecium novogranatense
Plagiothecium novogranatense là một loài Rêu trong họ Plagiotheciaceae. Loài này được (Hampe) Mitt. miêu tả khoa học đầu tiên năm 1869.